# Horst Mahler
Horst Mahler, född 23 januari 1936 i Haynau i Nedre Schlesien (nuvarande Chojnów i Nedre Schlesiens vojvodskap i nuvarande Polen), död 27 juli 2025 i Berlin, var en tysk förintelseförnekare och nynazist, aktiv i det nationaldemokratiska partiet NPD, till yrket advokat samt medgrundare av terrororganisationen Röda armé-fraktionen.
I sin ambition att omvandla marxistisk teori till praktik försökte Mahler bilda flera stadsgerillagrupper som skulle bana vägen för den marxistiska revolutionen. Hans första adepter var Gudrun Ensslin och hennes pojkvän Andreas Baader som befann sig i landsflykt i Paris. I juni 1970 flög Mahler med bland andra Ensslin, Baader och Ulrike Meinhof till ett av PFLP:s träningsläger i Jordanien.
Mahler fängslades med Ingrid Schubert, Brigitte Asdonk och Irene Goergens i oktober 1970 och skrev i fängelset gruppens manifest. Detta manifest förkastades dock av de andra i gruppen som uteslöt Mahler ur gruppen. 1975, i samband med en kidnappning, krävde RAF att flera fångar skulle friges, däribland Mahler. Mahler vägrade dock att lämna fängelset. Åren 1967–1970 var Mahler "informell informatör" åt östtyska Stasi.
Mahler frigavs i början av 1980-talet och bytte därefter politisk hemvist. Han betecknade sig som nazist och var under några år aktiv inom det högerextrema Nationaldemokratische Partei Deutschlands (NPD), i vilket han gick med år 2000. Han var en av dess ledande ideologer. Han utarbetade en radikalisering av partiets programpunkter, vilka dock inte antogs då de var alltför radikala för ’normala’ nazister. Hans antiamerikanska, antisionistiska, och antisemitiska åsikter var starka. Han uttalade sitt stöd för attacken mot World Trade Center 2001. 
Mahler dömdes 2007 till 12 års fängelse för hets mot folkgrupp, då han hälsat sin övervakare från en tidigare fängelsedom med Hitlerhälsning, samt för förintelseförnekelse, vilket gav honom ytterligare fem års fängelse. Han rymde under en permission 2017 till Ungern och sökte asyl, vilken emellertid nekades, och deporterades tillbaka till Tyskland. Mahler släpptes slutligen ur fängelse i oktober 2020. Han hade då tillbringat fler år inlåst för sin tid som högerextrem politisk agitator än sin tid som militant aktivist under RAF-tiden. 
Mahler var utbildad jurist och verkade vid flera tillfällen som ombud för andra åtalade, vilket ledde till att hans advokatackreditering indrogs flera gånger. Han lyckades 1995 återförvärva det, bl a med hjälp från Gerhard Schröder, men fick det indraget åter i samband med processen 2007. Följande år drabbade samma öde hans ombud Sylvia Stolz, som även hon fängslades, vilket ledde till kritik mot i vilken mån tysk förvaltnings- och straffrätt ger politiska motståndare möjligheten att verka fritt samt försvara sig. Vid tidpunkten för processen utpekades Mahler och Stolz som ett par.